# Tamás Wichmann
Tamás Wichmann (Budapest, 4 de febrero de 1948-Budapest, 12 de febrero de 2020) fue un deportista húngaro que compitió en piragüismo en la modalidad de aguas tranquilas.
Participó en cuatro Juegos Olímpicos de Verano entre los años 1968 y 1980, obteniendo un total de tres medallas, dos de plata y una de bronce. Ganó diecinueve medallas en el Campeonato Mundial de Piragüismo entre los años 1966 y 1983, y cuatro medallas en el Campeonato Europeo de Piragüismo en los años 1967 y 1969.

## Palmarés internacional
| Juegos Olímpicos   | Juegos Olímpicos          | Juegos Olímpicos  | Juegos Olímpicos |
| Año                | Lugar                     | Medalla           | Competición      |
| ------------------ | ------------------------- | ----------------- | ---------------- |
| 1968               | Ciudad de México (México) | Medalla de plata  | C2 1000 m        |
| 1972               | Múnich (RFA)              | Medalla de plata  | C1 1000 m        |
| 1976               | Montreal (Canadá)         | Medalla de bronce | C1 1000 m        |
| Campeonato Mundial |                           |                   |                  |
| Año                | Lugar                     | Medalla           | Competición      |
| 1966               | Berlín Oriental (RDA)     | Medalla de plata  | C1 1000 m        |
| 1970               | Copenhague (Dinamarca)    | Medalla de oro    | C1 10 000 m      |
| 1970               | Copenhague (Dinamarca)    | Medalla de plata  | C2 1000 m        |
| 1971               | Belgrado (Yugoslavia)     | Medalla de plata  | C1 500 m         |
| 1971               | Belgrado (Yugoslavia)     | Medalla de oro    | C1 10 000 m      |
| 1971               | Belgrado (Yugoslavia)     | Medalla de oro    | C2 1000 m        |
| 1973               | Tampere (Finlandia)       | Medalla de bronce | C1 1000 m        |
| 1973               | Tampere (Finlandia)       | Medalla de bronce | C1 10 000 m      |
| 1973               | Tampere (Finlandia)       | Medalla de bronce | C2 1000 m        |
| 1974               | Ciudad de México (México) | Medalla de oro    | C1 10 000 m      |
| 1975               | Belgrado (Yugoslavia)     | Medalla de bronce | C1 1000 m        |
| 1977               | Sofía (Bulgaria)          | Medalla de oro    | C1 10 000 m      |
| 1978               | Belgrado (Yugoslavia)     | Medalla de plata  | C1 1000 m        |
| 1978               | Belgrado (Yugoslavia)     | Medalla de plata  | C1 10 000 m      |
| 1979               | Duisburgo (RFA)           | Medalla de oro    | C1 1000 m        |
| 1979               | Duisburgo (RFA)           | Medalla de oro    | C1 10 000 m      |
| 1981               | Nottingham (Reino Unido)  | Medalla de oro    | C1 10 000 m      |
| 1982               | Belgrado (Yugoslavia)     | Medalla de oro    | C1 10 000 m      |
| 1983               | Tampere (Finlandia)       | Medalla de bronce | C1 10 000 m      |
| Campeonato Europeo |                           |                   |                  |
| Año                | Lugar                     | Medalla           | Competición      |
| 1967               | Duisburgo (RFA)           | Medalla de plata  | C1 1000 m        |
| 1967               | Duisburgo (RFA)           | Medalla de oro    | C2 1000 m        |
| 1969               | Moscú (URSS)              | Medalla de oro    | C1 1000 m        |
| 1969               | Moscú (URSS)              | Medalla de oro    | C1 10 000 m      |